# Schürzenjäger
Die Schürzenjäger, voorheen die Zillertaler Schürzenjäger, is een van de succesvolste muziekgroepen van Oostenrijk. De topjaren van de band lagen in het midden van de jaren 90 van de 20e eeuw, toen de band voor volle stadions speelde en hun openluchtconcerten in Finkenberg rond de 120.000 bezoekers trokken. De band werd in 1973 opgericht en hield in 2007, na 34 jaar, op te bestaan.
In mei 2011 maakte de band een comeback, echter met een deels nieuwe bezetting, waaronder een nieuwe leadzanger. Het enige bandlid dat vanaf de oprichting bij de band zit is Alfred Eberharter.

## Geschiedenis
De band werd in 1973 opgericht als Zillertaler Schürzenjäger door de toen 20-jarige Peter Steinlechner en 22-jarige Alfred Eberharter. Samen met Willi Kröll ging de groep van start. Steinlechner en Eberharter waren toen al actief als Los Alfredos en L'equipe 2000.
Schürzenjäger betekent letterlijk 'rokkenjagers'. Het voorvoegsel Zillertaler verwijst naar het Zillertal, het dal waaruit de bandleden kwamen. In 1996 verdween dit voorvoegsel.
Met moderne instrumenten werd traditionele muziek gemaakt. In de loop der jaren ontwikkelde de band zijn eigen stijl. Met name vanaf de jaren 90 werd mede door toedoen van het nieuwe bandlid Patrick Cox volksmuziek vermengd met pop en rock. Dit staat bekend als de "Alpenrock" en sloeg enorm aan bij het grote publiek, wat halverwege de jaren 90 zorgde voor uitverkochte tournees in grote stadions in Duitsland. Een van bekendste en grootste hits in die tijd werd de Zillertaler Hochzeitsmarsch uit 1992.
Het album Träume sind stärker (1996) werd het succesvolste album van de band en won enkele prijzen. Ook de albums Glory Hallelujah (1994) en Homo Erectus (1997) waren zeer succesvol. In deze tijd speelde de band regelmatig voor volle stadions in Duitsland.
De Schürzenjäger hadden in deze periode fanclubs in Oostenrijk, Zwitserland, Liechtenstein, Nederland (twee nog wel: 'Uno' uit de Achterhoek en 'Jodelharley' uit het Limburgse Brunssum), België, Luxemburg, Frankrijk, Italië, Slovenië, Tsjechië, Hongarije, Groot-Brittannië, Denemarken en zelfs Spanje. Daar hadden Steinlechner en Eberharter tweede huizen op het eiland Gran Canaria en was zelfs een Schürzenjägercafé. (Een ander café was in Mayrhofen.)
Vanaf 2001 ging de band het rustiger aan doen. In plaats van een jaarlijkse tournee werd nu om de twee jaar een tournee gepland.
Op de cd's die werden uitgebracht waren voornamelijk balladeste vinden en werd de populaire Alpenrock steeds minder hoorbaar in de nummers.
In 2006 gaf Steinlechner aan te willen stoppen met de Schürzenjäger. In de zomer van 2007 gaf de band, na een afscheidstournee, zijn laatste concert in Finkenberg. Enkele bandleden zetten hun muzikale loopbaan afzonderlijk voort.
De Schürzenjäger vormen voor veel muziekgroepen uit het Zillertal nog steeds een inspiratiebron. Populaire covers zijn de Zillertaler Hochzeitsmarsch, Sierra Madre, Timple boarischer en de Hey Mann Polka.

## Sierra Madre
Het bekendste nummer van de Schürzenjäger is Sierra Madre uit 1987. Het nummer werd in het jaar 2000 uitgeroepen tot "Nummer van de 20e eeuw" in Duitsland, mede omdat het ook het meest gedraaide nummer op de Duitse radio was. Tevens is Sierra Madre wereldwijd een van de meest vertolkte nummers. Het nummer werd in het Nederlands vertaald en uitgebracht door o.a. Frank & Mirella, Arne Jansen, Mieke Telkamp en Stef Ekkel. Frans Theunisz en Beppie Kraft brachten het nummer uit in het Limburgs dialect.

## Mens en natuur
De bandleden stonden bekend om hun liefde voor de natuur. De Schürzenjäger schreven verschillende nummers, meestal ballades, over de problematische relatie tussen mens en milieu. Bekend is Das verlorene Paradies, waarin onder meer de uitroeiing van de tijger en de walvisjacht centraal staan. In Einmal, eines Tages zingt de band over de hoop op een wereld zonder oorlog. Ook in Träume sind Stärker en Grosser Manitou komen deze onderwerpen aan bod.

## Openluchtconcerten
Vanaf 1988 hield de band aan het einde van elke tournee een openluchtconcert in Finkenberg, het dorpje waar Steinlechner en Eberharter opgroeiden en nog altijd woonachtig zijn. Dit evenement groeide uit tot een groot spektakel waar tienduizenden liefhebbers uit heel Europa op afkwamen. De meeste fans verbleven in het nabijgelegen dorp Mayrhofen.
Omdat de locatie ongeschikt bleek voor zoveel bezoekers, werd het evenement vanaf 1997 niet meer gehouden in Finkenberg, maar in Walchsee, anderhalf uur rijden van Finkenberg. Het podium dat de band het volgende jaar benutte, was het op een na grootste dat ooit is gebruikt voor een concert in Europa. (Het record is in handen van The Rolling Stones.)
In 2000 werd voor het eerst geen openluchtconcert gegeven. Sindsdien toerden de Schürzenjäger nog maar eens in de twee jaar en vonden ook de openluchtconcerten eens per twee jaar plaats.

## Bandleden

### Laatste bezetting in 2007
- Peter Steinlechner (Mayrhofen, 9 januari 1953). Was een van de oprichters van de band en tevens de zanger, songwriter en gitarist. Steinlechner leidt inmiddels een teruggetrokken leven en woont het grootste gedeelte van het jaar in Canada. Met dat land hadden de Schürzenjäger vanwege de prachtige natuur een bijzondere band. In dat land zijn ook diverse videoclips opgenomen.
- Alfred Eberharter sr. (Mayrhofen, 7 november 1951). Was samen met Steinlechner de oprichter van de band en speelde Steirische Harmonika en basgitaar. Tevens behartigde hij de financiële belangen van de band. Na de Schürzenjäger richtte hij de "Hey Mann! Band" op. Deze band treedt inmiddels weer op onder de naam Schürzenjäger. Eberharter is de enige 'oer' Schürzenjäger in de nieuwe bezetting
- Patrick Cox (München, 13 december 1960). Kwam in 1989 bij de band en had als echte rocker in eerste instantie niets met volksmuziek. Toch klikte het met de band en de rockinvloeden van Cox werden succesvol vermengd met de volksmuziek. Cox was in eerste instantie de drummer, maar speelde de laatste jaren ook steeds vaker gitaar. Hij is nu frontman van zijn eigen band, de Patrick Cox Band, maar kent tot dusver weinig succes.
- Alfred Eberharter jr. (Innsbruck, 24 april 1979). Is de zoon van oprichter Alfred senior en groeide met de muziek op. In 1998 stond hij voor het eerst als gastmuzikant met de band op het podium. Het jaar daarna werd hij officieel bandlid en was hij drummer en bassist. Hij speelt op dit moment nog steeds in de vernieuwde Schürzenjäger.
- Christof von Haniel (München, 18 februari 1960). Kwam in 1999 bij de band en speelde voornamelijk keyboard en accordeon. Na de Schürzenjäger speelde hij nog een tijdje in de Patrick Cox Band en van 2010 tot 2016 in Rauschhardt. Sinds 2016 is hij weer teruggekeerd bij de Schürzenjäger.

### Voormalige bandleden
- Willi Kröll (Mayrhofen, 8 september 1949). Was vanaf het begin in 1973 tot en met het jaar 2000 bij de band. Hij bespeelde diverse instrumenten en zong vaak de tweede stem. Na zijn tijd in de Schürzenjäger voegde hij zich bij de groep Skilehren en daarna de Zillertaler Gipfelstürmen. Inmiddels treedt hij alleen nog als gastartiest op.
- Christian Dzida (Schwaz, 13 september 1969 - Peine, 2 november 2009). Was van 1991 tot 1998 keyboardspeler en zong de tweede stem. Hij ging samen met ex-Schürzenjägercollega's de groep HOI vormen, maar stapte na een jaar uit de band om producent te worden. Dzida kwam op 2 november 2009 om het leven bij een auto-ongeluk.
- Freddy Pfister (Zell am Ziller, 13 januari 1962). Zat van 1987 t/m 1998 bij de band. Hij speelde met name accordeon en keyboard en was een van de populairste bandleden, opvallend door een tiental horloges aan beide armen. Na de Schürzenjäger begon hij zijn eigen band HOI, die weinig succesvol was. Inmiddels vormt hij een trio met zijn eigen Freddy Pfister Band. Hij treedt ook regelmatig in Nederland op.
- Günter Haag (Wenen, 25 oktober 1962). Zat maar vier jaar bij de band, van 1992 tot 1996 als E-gitarist. In 1998 richtte hij, samen met Pfister en Dzida, HOI op. Sinds 2003 is hij werkzaam als muziekleraar.
- Florian Leis-Bendorff (Hamburg, 22 oktober 1969 - Harburg, 4 oktober 2005). Was vanaf 2001 officieel bandlid tot zijn dood in 2005 en speelde vooral gitaar. Hij behoorde echter al vanaf 1996 tot de vaste begeleidingsbandleden. Op 4 oktober 2005 pleegde hij om onduidelijk redenen zelfmoord.
- Georg Daviotis(Innsbruck, 10 februari 1981). Was in 2009 aanwezig bij de start van de Hey Mann! Band die later over ging in de Schürzenjäger. Hij speelde E-gitaar. In 2017 verliet hij de band.
- Hannes Hintersteiner (Kirchdorf, 22 oktober 1964). Was in 2009 aanwezig bij de start van de Hey Mann! Band en speelt basgitaar en op de akoestische gitaar. Hintersteiner speelde al in vele bekende bands, waaronder de Mayrhofnern, den Trenkwaldern, Marc Pircher en bij de Tiroler Echo. In 2016 verliet hij de band.

## Hey Mann! Band
In 2009 maakte Schürzenjäger-oprichter Alfred Eberharter een soort doorstart onder de naam Hey Mann! Band. Ook zoon en ex-Schürzenjäger Alfred junior is vast bandlid. De band bracht twee cd's uit, waarop nieuwe nummers afgewisseld werden door Schürzenjägerklassiekers.
Net als bij de Schürzenjäger eindigde de Hey Mann! Band hun tournee ook met een openlucht concert in Finkenberg.
Dit eerste openluchtconcert in 2010 trok slechts 3.000 bezoekers.

## Comeback
In mei 2011 maakte de Hey Mann! band bekend dat de naam van de band gewijzigd zal worden in Schürzenjäger.
In een persverklaring gaf de band aan dat de tijd weer rijp is om de naam Schürzenjäger weer te gaan gebruiken. Voormalig leadzanger Peter Steinlechner gaf hier toestemming voor en wenste de band zelfs veel succes in een filmpje op youtube.
Ook ging de band in het najaar van 2011 weer op tournee. Het eerste optreden van de deels venieuwde Schürzenjäger in Nederland was op op 29 oktober tijdens de Brunssumse oktoberfeesten in Brunssum.

### Huidige bezetting
- Stefan Wilhelm(Lechtal, 2 augustus 1982, is de nieuwe leadzanger van de band. Vanaf 1997 speelde hij in een rock coverband om vervolgens in 2005 te spelen in twee duo's. Wilhelm speelt ook E-gitaar. Vanaf 2009 is hij de zanger van de Hey Mann! Band, voordat de naam weer in Schürzenjäger gewijzigd werd.
- Alfred Eberharter sr. (Mayrhofen, 7 november 1951). Was samen met Steinlechner de oprichter van de band en speelde Steirische Harmonika en basgitaar. Tevens behartigde hij de financiële belangen van de band.
- Alfred Eberharter jr. (Innsbruck, 24 april 1979). Is de zoon van oprichter Alfred senior en groeide met de muziek op. In 1998 stond hij voor het eerst als gastmuzikant met de band op het podium. Het jaar daarna werd hij officieel bandlid en was hij drummer en bassist.
- Andreas Marberger(Grambach, 1 juni 1969). Was in 2009 aanwezig bij de start van de Hey Mann! Band en speelt op de bass. Marberger was vanaf de jaren 80 docent op het Münchener bassinstituut. Sinds 2004 heeft hij zijn eigen muziekstudio en is ook compenist.
- Christof von Haniel (München, 18 februari 1960). Kwam in 1999 bij de band en speelde voornamelijk keyboard en accordeon. Na de Schürzenjäger speelde hij nog een tijdje in de Patrick Cox Band en Rauschhardt. Hij keerde in 2016 terug bij de Schürzenjäger.
- Dennis Tschoeke (onbekend). Dennis studeerde muziek in Amerika en heeft gewerkt op verschillende muziekscholen. Ook was hij vele jaren studiomuzikant. Hij kwam in januari 2017 bij de band als vervanger van Georg Daviotis.

## Studio-cd's
- 1977 Die Zillertaler Schürzenjäger (nur als LP und MC zu erhalten – Tyrolis)
- 1978 Aber heut geht's auf (nur als LP und MC zu erhalten – Tyrolis)
- 1979 Grüne Tannen
- 1980 Heut will i lustig sein
- 1981 Wie der Blitz kommt bei uns Stimmung auf
- 1982 I komm heut' auf a Bussl zu Dir
- 1983 Ich habe Dir zu danken
- 1983 Ohne Jodeln geht die Zenzi nicht gern schlafen
- 1983 Steirische Harmonika (Instrumentaal)
- 1984 10 Jahre Zillertaler Schürzenjäger
- 1984 Fata Morgana (unter dem Bandnamen WAP die Schürzenjäger)
- 1985 Ein kleiner Blumenstrauß
- 1986 Nimm dir Zeit für Fröhlichkeit
- 1986 Weihnacht mit den Zillertaler Schürzenjäger
- 1987 Sierra Madre
- 1987 Damenwahl zum Zillertaler Hochzeitsmarsch
- 1988 Ischia-Isola Bella
- 1989 Ohne Musig geht nix
- 1989 20 Top Volltreffer
- 1990 Steirische Harmonika 2 (Instrumentaal)
- 1990 Zillertaler Hochzeitsblues
- 1991 Zillertaler Schürzenjäger '92 (van BMG)
- 1991 Schürzenjägerzeit ( van Tyrolis)
- 1992 Teure Heimat (3 versies: BMG, Tyrolis + Koch)
- 1993 Typisch Schürzenjäger (2 versies: BMG + Tyrolis)
- 1993 A Weihnacht wie's früher war (van BMG)
- 1993 20 Jahre Zillertaler Schürzenjäger – Ihre größten Erfolge / 20 Top Volltreffer
- 1994 Glory-Hallelujah!
- 1994 In Memoriam Hubert Klier - 20 Top Volltreffer
- 1996 Träume sind stärker
- 1997 Homo Erectus
- 1998 25 Jahre Schürzenjäger
- 1999 Es hört nie auf
- 1999 Weihnacht und Frieden (zie ook 1993 A Weihnacht wie's früher war)
- 1999 Schürzenjägerzeit (zie ook 1991 Zillertaler Schürzenjäger '92)
- 2001 Treff ma' uns in der Mitt'n
- 2002 Tu's jetzt!
- 2004 Hinter dem Horizont
- 2004 A Weihnacht wie's früher war (zie ook 1993 A Weihnacht wie's früher war)
- 2005 Hinter dem Horizont – Premium Edition
- 2005 Weihnachten miteinander
- 2006 Weihnachten miteinander – Premium Edition
- 2006 Lust auf mehr
- 2007 Schürzenjäger 07 - Das Beste zum Abschied
- 2007 Schürzenjäger – Danke für die Wahnsinnszeit
- 2008 Die schönsten Balladen
- 2009 Die Freundschaft bleibt (Als Hey Mann! band)
- 2010 Dann Packt Uns Die Musik (Als Hey Mann! band)
- 2012 Es ist wieder Schürzenjägerzeit
- 2017 Herzbluat

## Live-cd's
- 1990 Live/Open Air Finkenberg Teil 1
- 1992 Live/Open Air Finkenberg Teil 2
- 1994 20 Jahre Zillertaler Schürzenjäger – Rebellion in den Alpen (2 versies: Tyrolis + BMG)
- 2003 30 wilde Jahre
- 2008 Die Besten Live Erfolge
- 2013 Es ist wieder Schürzenjägerzeit (live in Finkenberg)
- 2018 Die legende lebt - 50 jahre Rebelion in der Alpen (CD & DVD)
- 2023 Live in Finkenberg (2CD)

## Video's
- 1990 Live – Finkenberg Mitschnitt
- 1992 Schürzenjägerzeit
- 1994 20 Jahre Zillertaler Schürzenjäger – Rebellion in den Alpen
- 1996 Träume sind stärker
- 1998 25 Jahre Schürzenjäger – Open Air Walchsee '97
- 2001 Draußen in der Heimat
- 2002 Tu's jetzt!

## Dvd's
- 2002 Tu's jetzt!
- 2003 30 wilde Jahre (Open Air Finkenberg, 2003)
- 2006 Hinter dem Horizont – LIVE (Kölnarena, 2005)
- 2007 Schürzenjäger 07 - Das Beste zum Abschied (Open air Finkenberg 2007)
- 2018 Die legende lebt - 50 jahre Rebelion in der Alpen (CD & DVD)
- 2017 Herzbluat

## Prijzen
- Goldene Europa (27 december 1996)
- Goldene Stimmgabel 1999
- Amadeus Austrian Music Award-Nominierung (2002)
- Oh, Du mein Österreich
- Goldenes Ticket 1994
- Goldene Musikanten 1978
- Verleihung des Schlagerdiamanten 1998
- Das Edelweiß von der Zeitschrift Frau im Spiegel (1992)
- UNHCR Botschafter des guten Willens (5 juli 1998)
- Goldene Ehrentafel der Gemeinde Finkenberg (21 juli 2007)